# Pucangan (Sadang)
Pucangan is een bestuurslaag in het regentschap Kebumen van de provincie Midden-Java, Indonesië. Pucangan telt 3204 inwoners (volkstelling 2010).